# Rem als Jocs Olímpics d'estiu de 1920 - Vuit amb timoner masculí

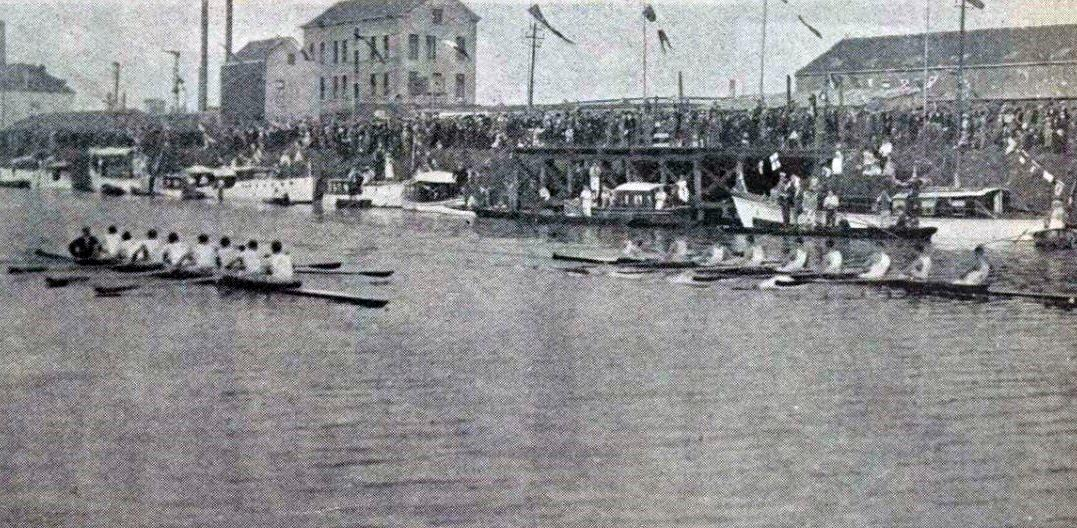
Fotografia de l'esdeveniment durant els Jocs Olímpics.

La prova de vuit amb timoner fou una de les cinc que es disputaren als Jocs Olímpics d'Anvers de 1920 i que formaven part del programa de rem. La prova es va disputar entre el 27 i el 29 d'agost de 1920, amb la presència de 72 remers, procedents de 8 països diferents.

## Medallistes
| Or | Plata | Bronze |
| Estats UnitsVirgil Jacomini · Edwin Graves · William Jordan · Edward Moore · Alden Sanborn · Donald Johnston · Vincent Gallagher · Clyde King · Sherman Clark | Regne UnitEwart Horsfall · Guy Oliver Nickalls · Richard Lucas · Walter James · John Campbell · Sebastian Earl · Ralph Shove · Sidney Swann · Robin Johnstone | NoruegaTheodor Nag · Conrad Olsen · Adolf Nilsen · Håkon Ellingsen · Thore Michelsen · Arne Mortensen · Karl Nag · Tollef Tollefsen · Thoralf Hagen |

## Resultats

### Sèries
Es disputaren el 27 d'agost. El vencedor passava a semifinals.
| Pos. | Nació          | Remer | Temps  |
| ---- | -------------- | --- | ------ |
| 1    | Noruega        | Theodor Nag, Conrad Olsen, Adolf Nilsen, Haakon Ellingsen, Thore Michelsen, Arne Mortensen, Karl Nag, Tollef Tollefsen, Thoralf Hagen    | 6'32"2 |
| 2    | Txecoslovàquia | Emil Ordnung, Ferdinand Brožek, Vladimír Širc, Bohdan Kallmünzer, Josef Širc, Jiří Kallmünzer, Otakar Votík, Ivan Schweizer, Karel Čížek | 6'43"0 |

| Pos. | Nació      | Remer | Temps  |
| ---- | ---------- | --- | ------ |
| 1    | Regne Unit | Ewart Horsfall, Guy Oliver Nickalls, Richard Lucas, Walter James, John Campbell, Sebastian Earl, Ralph Shove, Sidney Swann, Robin Johnstone | 6'19"0 |
| 2    | Suïssa     | Hans Walter, Max Rudolf, Willy Brüderlin, Paul Rudolf, P. Baur, Franz Türler, Charles Freuler, Rudolf Bosshard, Paul Staub                  | 6'21"4 |

| Pos. | Nació        | Remer | Temps  |
| ---- | ------------ | --- | ------ |
| 1    | Estats Units | Virgil Jacomini, Edwin Graves, Bill Jordan, Ed Moore, Alden Sanborn, Donald Johnston, Vincent Gallagher, Clyde King, Sherman Clark             | 6'24"0 |
| 2    | Bèlgica      | Daniël Clarembaux, Jozef Hermans, Gustave De Mulder, René Smet, Félix Taymans, Charles Lalemand, Julien Crickx, Maurice Requillé, Jules Crickx | 6'40"0 |

| Pos. | Nació         | Remer | Temps  |
| ---- | ------------- | --- | ------ |
| 1    | França        | Albert Diebold, Charles Hahn, Frédéric Grossmann, Robert Fleig, Henri Barbenés, Frédéric Fleig, Charles Schlewer, Émile Ruhlmann, Émile Barberolle                    | 6'37"0 |
| 2    | Països Baixos | Philip Jongeneel, Johannes van der Vegte, Bernard te Hennepe, Willem Hudig, Frederik Koopman, Huibert Boumeester, Johannes Haasnoot, Robbert Blaisse, Liong Siang Sie | 6'38"2 |

### Semifinals
Es disputaren el 28 d'agost. El vencedor passava a la final. El millor dels tercers classificats aconseguia la medalla de bronze.
| Pos. | Nació      | Remer | Temps  |
| ---- | ---------- | --- | ------ |
| 1    | Regne Unit | Ewart Horsfall, Guy Oliver Nickalls, Richard Lucas, Walter James, John Campbell, Sebastian Earl, Ralph Shove, Sidney Swann, Robin Johnstone | 6'26"4 |
| 2    | Noruega    | Theodor Nag, Conrad Olsen, Adolf Nilsen, Haakon Ellingsen, Thore Michelsen, Arne Mortensen, Karl Nag, Tollef Tollefsen, Thoralf Hagen       | 6'36"0 |

| Pos. | Nació        | Remer | Temps  |
| ---- | ------------ | --- | ------ |
| 1    | Estats Units | Virgil Jacomini, Edwin Graves, Bill Jordan, Ed Moore, Alden Sanborn, Donald Johnston, Vincent Gallagher, Clyde King, Sherman Clark                 | 6'24"0 |
| 2    | França       | Albert Diebold, Charles Hahn, Frédéric Grossmann, Robert Fleig, Henri Barbenés, Frédéric Fleig, Charles Schlewer, Émile Ruhlmann, Émile Barberolle | 6'42"6 |

### Final
Es disputà el 29 d'agost.
| Pos. | Nació        | Remer | Temps  |
| ---- | ------------ | --- | ------ |
| 1    | Estats Units | Virgil Jacomini, Edwin Graves, Bill Jordan, Ed Moore, Alden Sanborn, Donald Johnston, Vincent Gallagher, Clyde King, Sherman Clark          | 6'05"0 |
| 2    | Regne Unit   | Ewart Horsfall, Guy Oliver Nickalls, Richard Lucas, Walter James, John Campbell, Sebastian Earl, Ralph Shove, Sidney Swann, Robin Johnstone | 6'05"8 |